# 陳卓光 (足球運動員)
陳卓光（Chan Cheuk Kwong，1984年12月5日－），生於香港，香港足球運動員，司職防守中場，正職為消防員，他手力驚人可拋出距離30至40米的界外球且非常精準此絕技有「手榴彈」之稱，現時效力香港超級聯賽球會凱景。

## 球員生涯
陳卓光生於香港，中學時讀賽馬會體藝中學，大概12歲歲開始便隨馮凱文學法，2005年，陳卓光在香港丙組足球聯賽球隊深水埗出道。2008年，陳卓光跟隨前深水埗教練馮凱文轉投香港丙組足球聯賽球隊五一七。2009年，陳卓光再次跟隨教練馮凱文轉投香港丙組足球聯賽球隊南區。在乙、丙組更試過拋向球門後，令守門員不慎把球誤打入網的紀錄，亦多番助隊友得手。作為南區升甲功臣。2012年9月29日，南區主場對大埔的甲組聯賽，後備出場的陳卓光於完場前轟出「手榴彈」，助隊友於混亂間扳平2–2，取得聯賽第一分，令對手球迷均目瞪口呆。之後更多次利用自己擅長的界外球協助球隊連續3場逼和大埔、太陽飛馬及南華，成功助升班馬南區搶分。
2014年8月，陳卓光表示自己希望能夠續戰頂級聯賽，故轉投香港超級聯賽球隊黃大仙。2015年2月1日，黃大仙憑陳卓光加時下半場補時階段撞射得手，除了取得加盟球隊後的首個入球以外，還協助黃大仙以1–0擊敗YFC澳滌。 2015年7月，陳卓光加盟香港超級聯賽球隊元朗。2015年12月6日，聯賽盃B組分組賽，元朗以1–2不敵標準流浪，陳卓光於59分鐘取得加盟球隊後的首個入球。
2016年8月，陳卓光加盟香港超級聯賽球隊理文流浪。

## 軼事
陳卓光像英超球會史篤城在2008至09球季的愛爾蘭中場戴納，有着同樣有威力強勁的「手榴彈」，並利用界外球多次助攻隊中擅頂球員，不時取得入球，令球迷留下印象的片段，被球迷稱為「港版戴納」。

## 外部連結
- 香港足球總會網頁球員資料 （页面存档备份，存于）
- 陳卓光-體路Sportroad （页面存档备份，存于）